# Elaeocarpus schlechteri
Elaeocarpus schlechteri är en tvåhjärtbladig växtart som beskrevs av Paul Erich Otto Wilhelm Knuth. Elaeocarpus schlechteri ingår i släktet Elaeocarpus och familjen Elaeocarpaceae. Inga underarter finns listade i Catalogue of Life.